# Plinko
Plinko ist ein Glücksspiel, das vor allem in Online-Casinos immer mehr an Beliebtheit gewinnt. Das Spiel besteht darin, einen Puck oder Ball über ein mit Stiften gefülltes Brett fallen zu lassen, wo er zufällig abprallt, bevor er in einem Gewinnfeld landet.

## Geschichte
Seinen Ursprung hat das Spiel Plinko in der amerikanischen TV-Sendung „The Price is right“ wo es im Januar 1983 zum ersten Mal zum Einsatz kam. Später wurde es auch in der deutschen Adaption der Show „Der Preis ist heiß“ übernommen und wurde auch dort bald zum Klassiker.
Mehrere Spielehersteller übernahmen das Grundkonzept von Plinko aus der TV-Show und kreierten darauf basierend Spiele für den Online-Casino Markt.
In der Schweiz war „Plinkoinko“ von Gamanza Group AG das erste Plinko Spiel, das von der Eidgenössischen Spielbankenkommission (ESBK) unter der ID OL-AGG-20240611-249 bewilligt wurde. Zum ersten Mal gespielt werden konnte „Plinkoinko“ am 18. Juni 2024 im Online-Casino jackpots.ch das zum Grand Casino Baden gehört. 
Anschließend haben auch andere Schweizer Online-Casinos, wie swiss4win.ch by Casinò Lugano, Plinko-Spiele in der Schweiz veröffentlicht, darunter „Mega Fire Blaze Plinko“ von Playtech und „Balls Galore“ von Games Global.

## Funktionsweise
Mathematisch gesehen basiert das klassische Plinko Board auf dem Galtonbrett und folgt somit einer Binomialverteilung.
Die Funktionsweise des Spiels ist einfach und auch für Anfänger leicht verständlich. So lassen Spieler beim Plinko einen Puck oder Ball von der Oberseite eines Brettes fallen, das mit mehreren Reihen von Stiften besetzt ist. Der Ball prallt zufällig an jedem dieser Stifte ab und landet schließlich in einem der Gewinnfelder am unteren Ende des Brettes.
Die Gewinnfelder am unteren Ende des Brettes sind mit unterschiedlichen Multiplikatoren versehen. In der Mitte des Spielfelds finden sich normalerweise die geringeren Multiplikatoren, während am Spielfeldrand die hohen Gewinne warten.
Varianten
Das einfache Grundprinzip von Plinko wurde im Laufe der Jahre erweitert und je nach Spiel-Variation stehen folgende Erweiterungen im Spiel zur Verfügung:
- Autoplay: über diese Funktion können die Spieler automatisch Kugeln auf das Spielfeld einwerfen.
- Burst-Modus: dieses Feature ermöglicht es den Spielern, mehrere Bälle gleichzeitig ins Spielfeld zu werfen. Dies sorgt für ein noch intensiveres Spielerlebnis.
- Kontrolle der Volatilität: bei vielen Plinko Spielen kann der Spielende Einfluss auf die Volatilität des Spiels nehmen. Durch die Anpassung der Volatilität verändern sich die Multiplikatoren auf den einzelnen Gewinnfeldern.
- Reihenauswahl: über die Reihenauswahl kann ein Spieler ebenfalls Einfluss auf die Volatilität nehmen, indem er die Anzahl der Reihen und somit der Gewinnfelder beeinflusst.